# Koningsbuurt
Koningsbuurt (Fries: Keuningsbuorren) is een wijk, buurt, bedrijventerrein en/of buurtschap in de gemeente Harlingen, in de Nederlandse provincie Friesland. De Koningsbuurt ligt in het oosten van de stad Harlingen en bestaat voornamelijk uit industrie en woningen. In 2024 telde de buurt Koningsbuurt 390 inwoners.
Koningsbuurt wordt begrensd door de Kanaalweg, de Grensweg en de spoorlijn naar Leeuwarden. De hoofdweg is de Oude Trekweg, met daarnaast de zijstraten Roordaweg, Buorren, De Boterton en de Vaartweg. 
De status van de Koningsbuurt is niet helemaal duidelijk. De gemeente Harlingen noemt Koningsbuurt een wijk, het cbs en het Kadaster noemen het een buurt. Een bestemmingsplan uit 2012 noemt de Koningsbuurt zowel een buurtschap als een industrieterrein. Volgens de Nieuwe encyclopedie van Fryslân uit 2016 is Koningsbuurt een buurschap (zonder t). De buurt wordt aangegeven door middel van witte plaatsnaamborden. Ten zuiden van de Koningsbuurt ligt de wijk het Oosterpark.

## Geschiedenis
Oorspronkelijk was de Koningsbuurt een buurtschap van het dorp Midlum. In 1664 werd de plaats vermeld als Koningbuirte, rond 1700 als Konings Buiren en in de 19e eeuw als Koningsburen. De plaatsnaam duidt waarschijnlijk op een buurt of woonplaats van de familie Koning.
De buurtschap verdween grotendeels door de vestiging van onder meer steenfabrieken die langs de trekvaart. Na de Tweede Wereldoorlog werd de trekvaart gedempt. De moderne buurtschap is ontstaan door de uitbreiding van zowel industrie als de stad zelf in de loop van de twintigste eeuw. De nieuwe Koningsbuurt kreeg de naam van de grotendeels verdwenen buurtschap.
Tot halfweg 1971 lag de Koningsbuurt nog grotendeels in de gemeente Franekeradeel, waarna de buurt onderdeel werd van de gemeente Harlingen door middel van een grenscorrectie.
Ten noorden/noordwesten lag de buurtschap Gratingabuurt. Deze buurtschap was onderdeel van het dorp Almenum. 
Stad en dorpen: Harlingen · Midlum · Wijnaldum

Buurtschappen: Atjetille ·De Blijnse · IJslumburen · Kiesterzijl (klein deel) · Koetille · Koningsbuurt · Roptazijl (deels) · Saltryp · Voorrijp

Voormalige buurtschappen: Almenum · Luidum · Ungabuurt

Friesland: Steden en dorpen      Nederland: Provincies · Gemeenten